# Deniece Williams
Deniece Williams (* 3. Juni 1951 in Gary, Indiana; eigentlicher Name June Deniece Chandler) ist eine US-amerikanische R&B- und Gospel-Sängerin, die in den 1970er und 1980er Jahren Nummer-eins-Erfolge in den britischen und amerikanischen Pop-Charts hatte und die an die Spitze unterschiedlicher Genre-Charts wie R&B, Disco oder Adult Contemporary kam. Zu ihren international erfolgreichsten Aufnahmen gehören Free (1977), Too Much, Too Little, Too Late (1978, mit Johnny Mathis) und Let’s Hear It for the Boy (1984). Im Anschluss an diese Hits nahm sie eine Reihe von Gospel-Alben auf, die ihr vier Grammys einbrachten.

## Biografie
In ihrer Jugend sang Deniece Williams Gospel im Kirchenchor. Nach der Schule machte sie ein Praktikum im Krankenhaus, bevor sie 1968 und 1969 als Denise Chandler bzw. Deniece Chandler Singles für kleinere Plattenfirmen aufnahm, die wenig Erfolg hatten. Durch die Beziehungen eines Cousins durfte sie Anfang der 1970er Jahre bei Stevie Wonder vorsingen und wurde schließlich in sein Backgroundtrio Wonderlove aufgenommen. Williams war in der Folge unter anderem auf dem zweiten Album Stevie Wonder Presents Syreeta (1974) von Wonders ehemaliger Ehefrau Syreeta zu hören. Außerdem sang sie noch im selben Jahr im Hintergrund von Minnie Ripertons zweitem Soloalbum Perfect Angel. Williams wurde in den folgenden Monaten von stilistisch so unterschiedlichen Künstlern wie Kenny Rankin, Esther Phillips, Iron Butterfly, Linda Lewis und Roberta Flack als Backgroundsängerin verpflichtet. Bestärkt durch diese Arbeiten entschied sich Williams, ihre seit den späten 1960er Jahren vernachlässigte Solokarriere fortzuführen.
Mit musikalischer und produktionstechnischer Unterstützung der Mitglieder von Earth, Wind & Fire entstand ihr Debütalbum This Is Niecy (Kosename für Deniece) bei Columbia Records. Die erste Single It's Important to Me war 1976 ein erster Achtungserfolg und in den US-Clubs und -Diskotheken erfolgreich. Der Durchbruch kam aber mit der Veröffentlichung der Single Free. Das Lied erreichte Platz 2 in den Black-Singles-Charts in den USA und in Großbritannien war es sogar ein Nummer-1-Hit in den Popcharts. Dort kam auch eine weitere Auskopplung, That's What Friends are for, unter die Top-10. Trotz ihrer Erfolge in diesen säkularen Genres, blieb sie auch der Gospel-Musik treu: So enthielten ihre nachfolgenden Alben stets einen religiösen Song.
Obwohl Deniece Williams zusammen mit Riperton zwischendurch wieder für Wonder auf dessen mit vier Grammys ausgezeichneten Album Songs In The Key Of Life mitarbeitete, erschien ein Jahr nach dem Solodebüt ihr zweites Album Song Bird. Kurz darauf entstand ein gemeinsames Album mit Johnny Mathis. Das nach ihrem Hit That's What Friends are for betitelte gemeinsame Werk erreichte in Großbritannien und den USA die Top-20 und gehört zu Williams erfolgreichsten Werken. Das Duett Too Much, Too Little, Too Late war ihr erster Nummer-1-Hit in den USA und Platz 3 in England.
1979 hatte sie mit I've Got the Next Dance einen Nummer-1-Disco-Hit. Dann wechselte sie zum neu gegründeten Label ARC ihres Produzenten Maurice White und etablierte zwei weitere Alben. Ein weiterer Höhepunkt war ihr 1982er Album Niecy, mit dem sie ein zweites Mal unter die Top 20 in den USA kam. Daraus stammt der Top-10-Hit It's Gonna Take a Miracle, zugleich ihre zweite Nummer 1 in der Black-/R&B-Hitliste.
Danach sang sie im Duett mit Johnny Mathis den Titelsong Without Us zur Fernsehserie Familienbande. 1984 trug sie zum Kinohit Footloose den Titel Let's Hear It for the Boy bei. Nach Kenny Loggins’ Titelsong Footloose wurde es die zweite Nummer 1 aus dem Soundtrack des Tanzfilms und Deniece Williams’ erfolgreichste Single. Sie erreichte weltweit die Charts und kam in Deutschland in die Top-10 und in der Schweiz die Top-20.
Die folgenden Jahre brachten eine Rückkehr zu Williams’ Wurzeln, dem Gospel. Während sie mit den Mitte der 1980er Jahre bei Columbia veröffentlichten drei Alben nur mittlere Platzierungen in den R&B-Charts erreichte, bedeutete das 1986 bei Sparrow Records veröffentlichte Album So Glad I Know ihren Durchbruch im Gospel-Bereich; es erreichte die Top 10 der Gospel-/Contemporary-Christian-Charts. Für das darauf enthaltene Duett mit Sandi Patti They Say und die Solo-Nummer I Surrender All erhielt sie im Folgejahr zwei Grammy-Auszeichnungen. Für den Titel I Believe In You folgte im Jahr darauf die dritte Auszeichnung mit dem wichtigsten US-amerikanischen Musikpreis. Das 1989 veröffentlichte Album Special Love platzierte sich auf Position 11.
In den 90er Jahren war sie gelegentlich als Gastsängerin auf den Alben anderer Musiker vertreten, veröffentlichte aber bis zum 1996 erschienenen Love Solves It All kein eigenes Album. In diesem Jahr startete sie auch eine Radiosendung über Gospelmusik für die britische BBC. 1998 folgte noch einmal ein Höhepunkt ihres Gospelschaffens mit dem Album This Is My Song, für das sie ihren vierten Grammy verliehen bekam. Es erreichte Platz 14 der Gospel-Charts.
Nach einer weiteren längeren Veröffentlichungspause hatte sie 2007 ein kleines Comeback, als sie nach fast 20 Jahren mit der CD Love, Niecy Style wieder in die R&B-Charts zurückkehrte. Sie erreichte Platz 41. 2011 war Williams Thema der Doku-Reihe Unsung auf dem afro-amerikanischen TV-Sender TV One. Im Rahmen der Sendung kamen unter anderem Stevie Wonder, Johnny Mathis, Tatyana Ali, Thom Bell und Maurice White zu Wort.

## Privat
Deniece Williams war dreimal verheiratet. Die Ehen mit Ken Williams, Christopher Joy und Brad Westering wurden geschieden. Williams ist Mutter von vier Söhnen.

## Diskografie

### Alben
| Jahr | Titel                          | Höchstplatzierung, Gesamtwochen, AuszeichnungChartplatzierungen (Jahr, Titel, Platzierungen, Wochen, Auszeichnungen, Anmerkungen) | Höchstplatzierung, Gesamtwochen, AuszeichnungChartplatzierungen (Jahr, Titel, Platzierungen, Wochen, Auszeichnungen, Anmerkungen) | Höchstplatzierung, Gesamtwochen, AuszeichnungChartplatzierungen (Jahr, Titel, Platzierungen, Wochen, Auszeichnungen, Anmerkungen) | Höchstplatzierung, Gesamtwochen, AuszeichnungChartplatzierungen (Jahr, Titel, Platzierungen, Wochen, Auszeichnungen, Anmerkungen) | Anmerkungen                            |
| Jahr | Titel                          | DE | UK | US | R&B | Anmerkungen                            |
| ---- | ------------------------------ | --- | --- | --- | --- | -------------------------------------- |
| 1976 | This Is Niecy                  | — | UK26 Silber · (12 Wo.)UK | US33 Gold · (36 Wo.)US | R&B3 (33 Wo.)R&B | Erstveröffentlichung: 13. August 1976  |
| 1977 | Songbird                       | — | — | US66 (20 Wo.)US | R&B23 (18 Wo.)R&B | Erstveröffentlichung: 28. Oktober 1977 |
| 1978 | That’s What Friends Are For    | — | UK16 Gold · (11 Wo.)UK | US19 Gold · (16 Wo.)US | R&B14 (11 Wo.)R&B | mit Johnny Mathis                      |
| 1979 | When Love Comes Calling        | — | — | US96 (8 Wo.)US | R&B27 (24 Wo.)R&B | Erstveröffentlichung: 22. Juni 1979    |
| 1981 | My Melody                      | — | — | US74 Gold · (32 Wo.)US | R&B13 (36 Wo.)R&B | Erstveröffentlichung: 13. März 1981    |
| 1982 | Niecy                          | — | — | US20 (22 Wo.)US | R&B5 (29 Wo.)R&B | Erstveröffentlichung: 19. März 1982    |
| 1983 | I’m so Proud                   | — | — | US54 (19 Wo.)US | R&B10 (25 Wo.)R&B |                                        |
| 1984 | Let’s Hear It for the Boy      | DE59 (3 Wo.)DE | — | US26 (19 Wo.)US | R&B10 (27 Wo.)R&B | Erstveröffentlichung: 14. Februar 1984 |
| 1986 | Hot on the Trail               | — | — | — | R&B58 (7 Wo.)R&B |                                        |
| 1987 | Water Under the Bridge         | — | — | — | R&B39 (11 Wo.)R&B |                                        |
| 1988 | As Good as It Gets             | — | — | — | R&B48 (18 Wo.)R&B |                                        |
| 1996 | Gonna Take a Miracle (Best of) | — | — | — | R&B85 (1 Wo.)R&B |                                        |
| 2007 | Love, Niecy Style              | — | — | — | R&B41 (1 Wo.)R&B |                                        |

Weitere Alben
- 1986: So Glad I Know
- 1989: Special Love
- 1991: Lullabies to Dreamland
- 1996: Love Solves It All
- 1998: This Is My Song

### Singles
| Jahr | Titel Album                                             | Höchstplatzierung, Gesamtwochen, AuszeichnungChartplatzierungen (Jahr, Titel, Album, Platzierungen, Wochen, Auszeichnungen, Anmerkungen) | Höchstplatzierung, Gesamtwochen, AuszeichnungChartplatzierungen (Jahr, Titel, Album, Platzierungen, Wochen, Auszeichnungen, Anmerkungen) | Höchstplatzierung, Gesamtwochen, AuszeichnungChartplatzierungen (Jahr, Titel, Album, Platzierungen, Wochen, Auszeichnungen, Anmerkungen) | Höchstplatzierung, Gesamtwochen, AuszeichnungChartplatzierungen (Jahr, Titel, Album, Platzierungen, Wochen, Auszeichnungen, Anmerkungen) | Höchstplatzierung, Gesamtwochen, AuszeichnungChartplatzierungen (Jahr, Titel, Album, Platzierungen, Wochen, Auszeichnungen, Anmerkungen) | Anmerkungen                                              |
| Jahr | Titel Album                                             | DE | CH | UK | US | R&B | Anmerkungen                                              |
| ---- | ------------------------------------------------------- | --- | --- | --- | --- | --- | -------------------------------------------------------- |
| 1977 | Cause You Love Me Baby This Is Niecy                    | — | — | — | — | R&B74 (3 Wo.)R&B |                                                          |
| 1977 | Free This Is Niecy                                      | — | — | UK1 Silber · (10 Wo.)UK | US25 (20 Wo.)US | R&B2 (20 Wo.)R&B |                                                          |
| 1977 | That’s What Friends Are For This Is Niecy               | — | — | UK8 (11 Wo.)UK | — | R&B65 (8 Wo.)R&B |                                                          |
| 1978 | Baby, Baby My Love Is All for You Song Bird             | — | — | UK32 (5 Wo.)UK | — | R&B13 (15 Wo.)R&B |                                                          |
| 1978 | Too Much, Too Little, Too Late –                        | — | — | UK3 Silber · (14 Wo.)UK | US1 Gold · (18 Wo.)US | R&B1 (20 Wo.)R&B | Erstveröffentlichung: 14. Februar 1978 mit Johnny Mathis |
| 1978 | You’re All I Need to Get By That’s What Friends Are For | — | — | UK45 Silber · (6 Wo.)UK | US47 (8 Wo.)US | R&B10 (12 Wo.)R&B | mit Johnny Mathis                                        |
| 1979 | I Found Love When Love Comes Calling                    | — | — | — | — | R&B32 (14 Wo.)R&B |                                                          |
| 1979 | I’ve Got the Next Dance When Love Comes Calling         | — | — | — | US73 (5 Wo.)US | R&B26 (15 Wo.)R&B |                                                          |
| 1981 | It’s Your Conscience My Melody                          | — | — | — | — | R&B45 (10 Wo.)R&B |                                                          |
| 1981 | Silly My Melody                                         | — | — | — | US53 (10 Wo.)US | R&B11 (15 Wo.)R&B |                                                          |
| 1981 | What Two Can Do My Melody                               | — | — | — | — | R&B17 (14 Wo.)R&B |                                                          |
| 1982 | It’s Gonna Take a Miracle Niecy                         | — | — | — | US10 (17 Wo.)US | R&B1 (17 Wo.)R&B |                                                          |
| 1982 | Waiting by the Hotline Niecy                            | — | — | — | — | R&B29 (12 Wo.)R&B |                                                          |
| 1983 | Do What You Feel I’m So Proud                           | — | — | — | — | R&B9 (18 Wo.)R&B |                                                          |
| 1983 | I’m so Proud I’m So Proud                               | — | — | — | — | R&B28 (12 Wo.)R&B |                                                          |
| 1984 | Love Won’t Let Me Wait –                                | — | — | — | — | R&B32 (12 Wo.)R&B | mit Johnny Mathis                                        |
| 1984 | Black Butterfly Let’s Hear It For The Boy               | — | — | — | — | R&B22 (14 Wo.)R&B |                                                          |
| 1984 | Let’s Hear It for the Boy Let’s Hear It For The Boy     | DE10 (13 Wo.)DE | CH19 (8 Wo.)CH | UK2 Gold · (15 Wo.)UK | US1 Platin · (19 Wo.)US | R&B1 (19 Wo.)R&B | Erstveröffentlichung: 14. Februar 1984                   |
| 1984 | Next Love Let’s Hear It For The Boy                     | — | — | — | US81 (4 Wo.)US | R&B22 (13 Wo.)R&B |                                                          |
| 1986 | Healing Hot On The Trail                                | — | — | — | — | R&B76 (5 Wo.)R&B |                                                          |
| 1986 | Wiser and Weaker Hot On The Trail                       | — | — | — | — | R&B60 (10 Wo.)R&B |                                                          |
| 1987 | I Confess Water Under The Bridge                        | — | — | — | — | R&B24 (11 Wo.)R&B |                                                          |
| 1987 | Never Say Never Water Under The Bridge                  | — | — | — | — | R&B6 (15 Wo.)R&B |                                                          |
| 1988 | I Can’t Wait As Good As It Gets                         | — | — | — | US66 (8 Wo.)US | R&B8 (13 Wo.)R&B |                                                          |
| 1988 | This Is as Good as It Gets As Good As It Gets           | — | — | — | — | R&B29 (12 Wo.)R&B |                                                          |
| 1989 | Every Moment Special Love                               | — | — | — | — | R&B55 (10 Wo.)R&B |                                                          |

## Auszeichnungen für Musikverkäufe
| Platin-Schallplatte - Neuseeland - 2022: für die Single Let’s Hear It for the Boy |

Anmerkung: Auszeichnungen in Ländern aus den Charttabellen bzw. Chartboxen sind in ebendiesen zu finden.
| Land/RegionAuszeichnungen für Musikverkäufe (Land/Region, Auszeichnungen, Verkäufe, Quellen) | Silber     | Gold     | Platin     | Verkäufe  | Quellen          |
| -------------------------------------------------------------------------------------------- | ---------- | -------- | ---------- | --------- | ---------------- |
| Neuseeland (RMNZ)                                                                            | —          | —        | Platin1    | 30.000    | radioscope.co.nz |
| Vereinigte Staaten (RIAA)                                                                    | —          | 4× Gold4 | Platin1    | 3.500.000 | riaa.com         |
| Vereinigtes Königreich (BPI)                                                                 | 4× Silber4 | 2× Gold2 | —          | 1.160.000 | bpi.co.uk        |
| Insgesamt                                                                                    | 4× Silber4 | 6× Gold6 | 2× Platin2 |           |                  |

## Auszeichnungen
- Grammy 1987 für They Say (zusammen mit Sandi Patti) in der Kategorie Beste Gospel-Darbietung eines Duos, einer Gruppe oder eines Chors
- Grammy 1987 für I Surrender All in der Kategorie Beste weibliche Soul-Gospel-Darbietung
- Grammy 1988 für I Believe in You in der Kategorie Beste weibliche Gospel-Darbietung
- Grammy 1999 für This Is My Song in der Kategorie Bestes zeitgenössisches/Pop-Gospelalbum